# Большие Влёшковичи
Большие Влёшковичи — деревня в Оредежском сельском поселении Лужского района Ленинградской области.

## История
Впервые упоминается в Писцовой книге Водской пятины 1500 года, как деревня Велешковичи на речке на Гверездне в Никольском Бутковском погосте Новгородского уезда.
Под названием Большие Лешковичи деревня обозначена на карте Санкт-Петербургской губернии 1792 года, А. М. Вильбрехта.
Деревня Влешковицы и при ней мыза Влешковицы упоминаются на карте Санкт-Петербургской губернии Ф. Ф. Шуберта 1834 года.

ВЛЕШКОВИЧИ БОЛЬШИЕ — деревня принадлежит коллежскому асессору Неелову, число жителей по ревизии: 57 м. п., 60 ж. п. (1838 год)

Как деревня Влешковицы она отмечена на карте профессора С. С. Куторги 1852 года.

ВЛЕШКОВИЧИ БОЛЬШИЕ — деревня господ Фетисовых, по просёлочной дороге, число дворов — 15, число душ — 50 м. п. (1856 год)

ОЛЕШКОВИЧИ БОЛЬШИЕ — деревня и мыза владельческие при реке Гверездянке, число дворов — 16, число жителей: 49 м. п., 64 ж. п.; Часовня православная (1862 год)

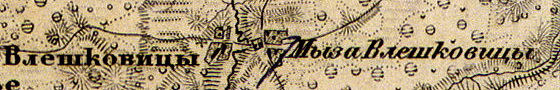
Деревня Большие Влёшковичи на карте 1863 года

Согласно карте из «Исторического атласа Санкт-Петербургской Губернии» 1863 года деревня называлась Влешковичи, при ней обозначена мыза Влешковичи.
В 1869 году временнообязанные крестьяне деревни выкупили свои земельные наделы у В. П. и Н. П. Фетисовых и стали собственниками земли.
Согласно материалам по статистике народного хозяйства Лужского уезда 1891 года, мыза Влешковицы площадью 77 десятин принадлежала жене коллежского регистратора Ф. М. Астафьева, мыза была приобретена в 1881 году за 7447 рублей. Кроме того, одна из усадеб Большие Влешковичи, площадью 189 десятин, принадлежала губернскому секретарю В. П. Фетисову, вторая — площадью 186 десятин, принадлежала коллежскому регистратору Н. П. Фетисову, обе усадьбы были приобретены до 1868 года.
В XIX — начале XX века деревня административно относилась к Перечицкой волости 1-го земского участка 1-го стана Лужского уезда Санкт-Петербургской губернии.
По данным «Памятной книжки Санкт-Петербургской губернии» за 1905 год деревня Большие Влешковичи и посёлок Большие Влешковичи входили в Поддубское сельское общество. Землёй во Влешковичах владели: дворянка Фани Михайловна Астафьева — 73 десятины и крестьянин Иван Григорьевич Баринов — 175 десятин.
С 1917 по 1923 год деревня Большие Влёшковичи входила в состав Поддубского сельсовета Перечицкой волости Лужского уезда.
С 1923 года, в составе Бутковской волости.
С 1927 года, в составе Оредежского района.
С ноября 1928 года, в составе Сокольницкого сельсовета.
По данным 1933 года деревня Большие Влёшковичи входила в состав Сокольницкого сельсовета Оредежского района.
Деревня была освобождена от немецко-фашистских оккупантов 9 февраля 1944 года.
С ноября 1959 года, в составе Лужского района.
В 1965 году население деревни Большие Влёшковичи составляло 123 человека.
По данным 1966 года деревня Большие Влёшковичи входила в состав Сокольницкого сельсовета Лужского района.
По данным 1973 и 1990 годов деревня Большие Влёшковичи входила в состав Оредежского сельсовета.
По данным 1997 года в деревне Большие Влёшковичи Оредежской волости проживали 19 человек, в 2002 году — 23 человека (все русские).
В 2007 году в деревне Большие Влёшковичи Оредежского СП также проживали 19 человек.

## География
Деревня расположена в восточной части района к югу от автодороги 41А-004 (Павлово — Луга).
Расстояние до административного центра поселения — 7 км.
Расстояние до ближайшей железнодорожной станции Оредеж — 6 км.
Деревня находится на правом берегу реки Гверездянка.

## Демография
| 1838 | 1862 | 1965 | 1997 | 2007 | 2010 | 2017 |
| ---- | ---- | ---- | ---- | ---- | ---- | ---- |
| 127  | ↘113 | ↗123 | ↘19  | →19  | ↘14  | ↗19  |

## Улицы
Мирная.